# جوناثان فلما
جوناثان بولينيس فيلما هو لاعب كرة قدم أمريكي ، ولد 16 افريل 1882 في كورال جابلز ( فلوريدا ). في 7 فيفري 2010، فاز بلقب Super Bowl XLIV مع فريق نيو أورليانز ساينتس تميز بلعبه الاحترافي و هو ماجعله يصنف من اهم اللاعبين في فريقه. و هذا دليل على تمكنه من خطته في فريقه كما أنه يدير اندفاعة 40 ياردة في 4 ثوانٍ و 54 جزءًا من مائة. و كان لاعبا سريع الهجمات و فاز بعديد الالقاب.

## مهنة أكاديمية

### موسم 2000
في عام 2000، لعب فيلما اكثر من احدى عشرة مباراة لفريقه كلاعب في خطة ظهير بديل. لقد جمع 38 تدخلات (29 فرديًا) وتمريرة واحدة دفاعية.

### موسم 2001
في عام 2001، لعب بطلنا دورًا أساسيًا ليصبح فريق هيريكان في ميامي بطلاً وطنيًا، كما تم اختياره أيضًا في مؤتمر First-Team All-Big East.

### موسم 2002
في عام 2002، تم اختياره مرة أخرى لفريق اول بيغ فاست. كما وصل الى الدور نصف النهائي من جائزة ديك بوتكوسمع زميله دي جي ويليامز .

### موسم 2003
في عامه الأخير، حقق فيلما أفضل النتائج في فريقه مع 133 تدخلًا (بما في ذلك 75 فرديًا)، وكيسان، وتعثر قسري، واستعادتين متعثرتين (بما في ذلك واحدة عادت للهبوط)، ومنع 5 تمريرات من الوصول. و هذا ما مكنه من الحصول على القاب عديدة.

## المسار المهني

### نيويورك جيتس
تم الاحتفاظ به في المرتبة  الثانية عشر من الدور الاول في عام 2004 من قبل جيتس نيويورك .

### 2004
في عام 2004، حصل فيلما على عديد الالقاب من بينها لقب أفضل لاعب في الدوري الوطني لكرة القدم الأمريكية لهذا العام في مجال الدفاع من قبل وكالة أسوشيتد برس . خلال سنته الأولى، و هذا يدل على تمكنه من اللعب و قوة موهبته حيث قام بتجميع 107 تدخلات، وكيسين، و3 اعتراضات (بما في ذلك واحدة عادت للهبوط، وهي الأولى له في اتحاد كرة القدم الأميركي).

### 2005
في عام 2005، كان فيلما أفضل مهاجم بـ 169 قطعًا للكرة. قام أيضًا بتجميع 4 تحسسات قسرية، وتعثر واحد، ونصف كيس، واعتراض. اخذ فيلما مكان زاك توماس في بطولة Pro Bowl لعام 2006 في ذلك العام ليلعب أول مباراة له في Pro Bowl. وهو ماجعله يتميز و يبرز في فريقه.

### 2006
في عام 2006، واصل فيلما زخمه من خلال تجميع 114 قطعًا للكرة، وتعثرًا إجباريًا، وتعثرًا تم استرداده، واعتراضًا.